# Arsenale di Berlino
L'arsenale di Berlino (in lingua tedesca: Zeughaus Berlin) è il più antico fabbricato costruito sul viale Unter den Linden di Berlino. Costruito in stile barocco per ospitare le armi dell'artiglieria prussiana, ospita oggi il Museo storico tedesco.

## Storia

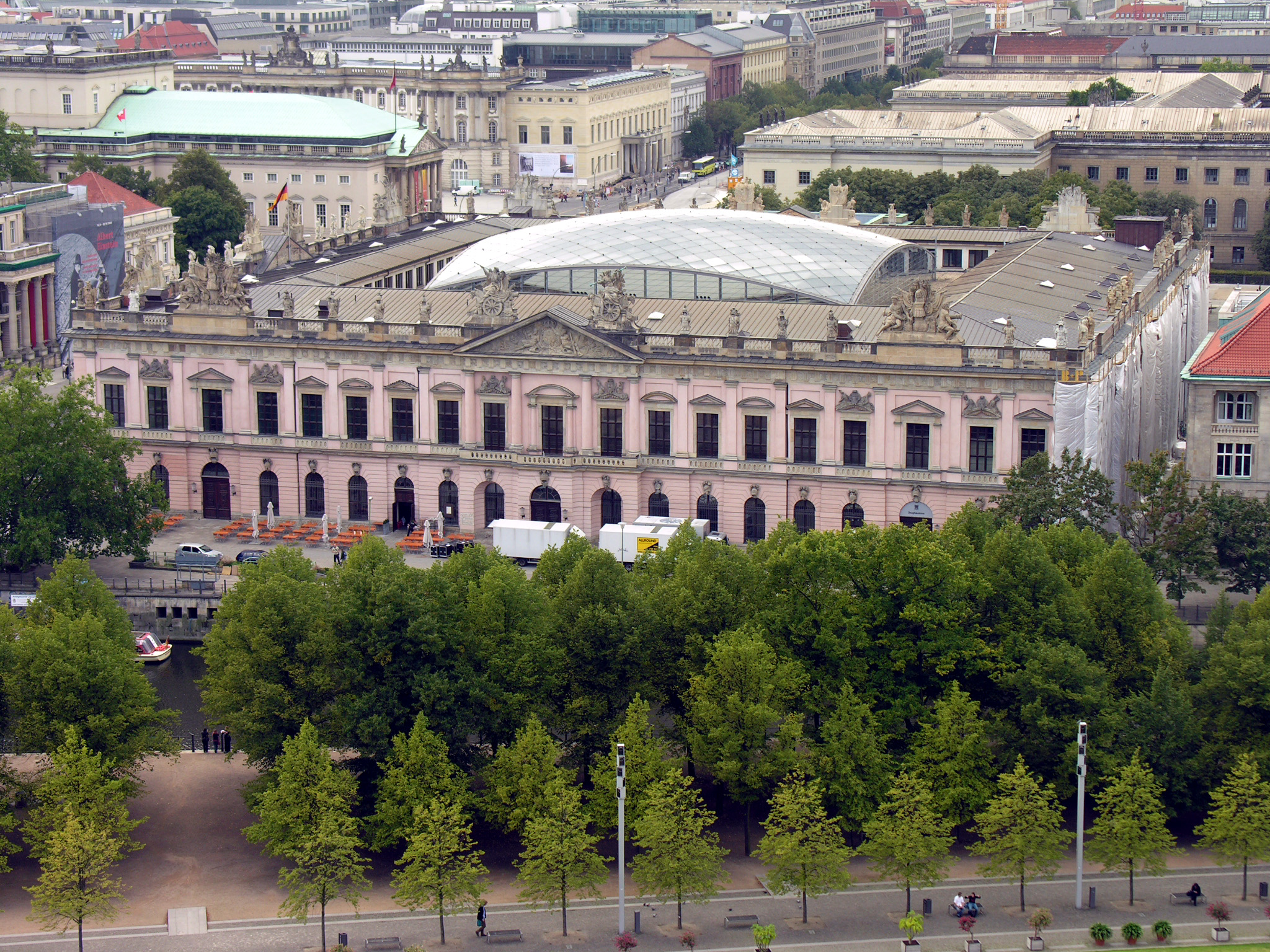
Arsenale (2005)

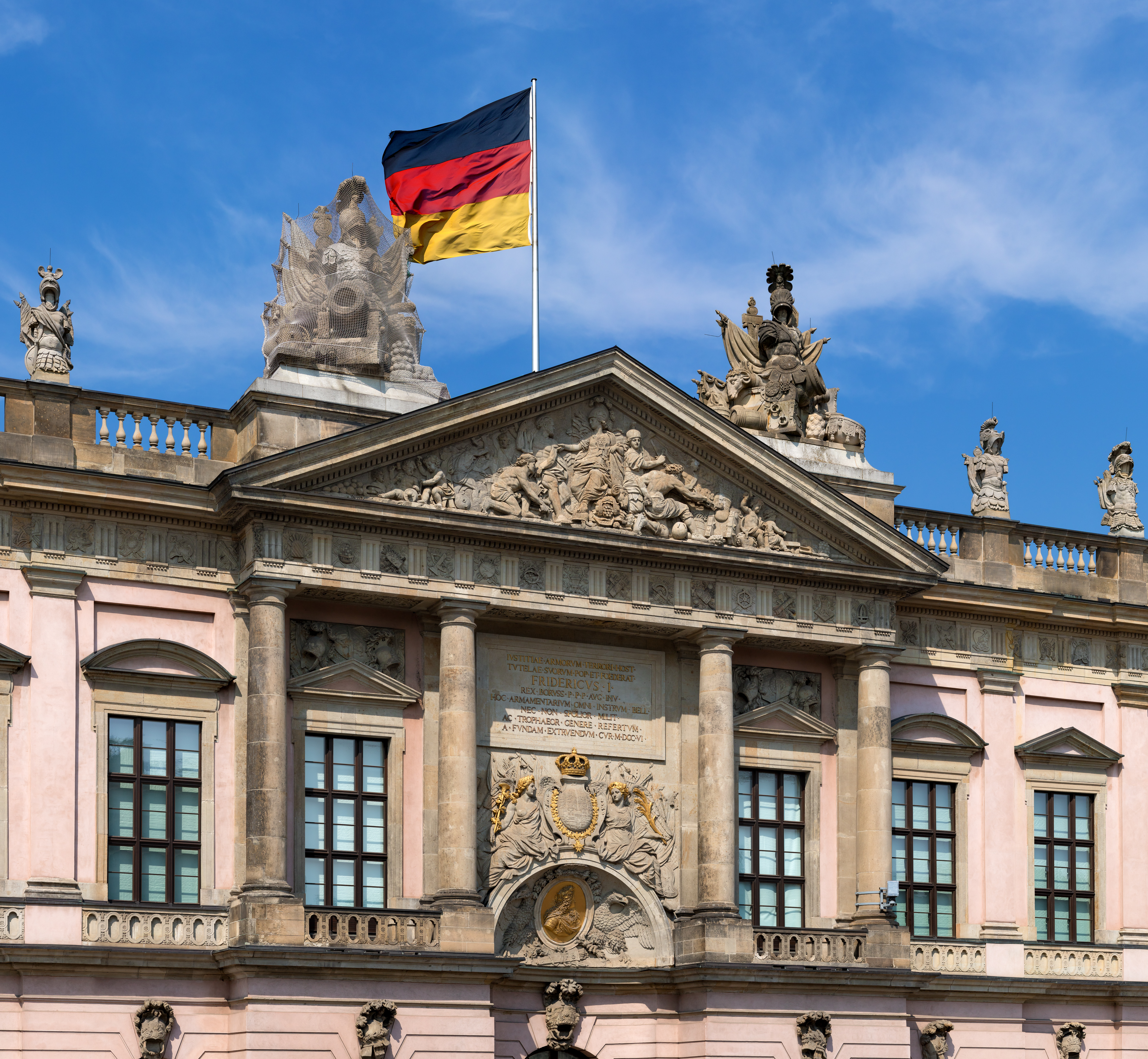
Facciata dell'Arsenale, veduta parziale del portale principale (2015)

Già nel 1667 il principe elettore Federico Guglielmo I di Brandeburgo inserì nel suo testamento politico, la raccomandazione di erigere un buon arsenale a Berlino. L'architetto della corte di Francia François Blondel venne incaricato di redigere un progetto che consegnò nel 1685.
La località ove erigere l'opera fu stabilita nei pressi della struttura difensiva di Berlino e le ipotesi generali sulla sua costruzione erano state già definite, solo che mancavano i fondi. Solo il 28 maggio 1695 il principe elettore Federico III di Brandeburgo fece posare la prima pietra. I suoi successi militari e infine l'incoronazione come re di Prussia (1701) promossero l'intenzione di trasferire la capitale a Berlino, che avrebbe dovuto in conseguenza essere abbellita da prestigiosi edifici.
Il primo capomastro fu Johann Arnold Nering, che già nel 1688 era stato coinvolto nei progetti. Dopo la prematura morte di Nering, avvenuta nel 1695, questi fu sostituito da Martin Grünberg, che però tre anni dopo si sentì sovraccaricato dai troppi incarichi come capomastro e chiese di essere esonerato da questo incarico. Alla fine del 1698 gli subentrò l'architetto Andreas Schlüter. Questi, in quanto scultore, aveva notevoli vantaggi nell'allestimento dell'arsenale ma il contributo come architetto rimase poco significativo, i suoi progetti andarono appena oltre quelli di Nering e dovettero poi essere riveduti dal suo successore. Schlüter fece notare la quantità di carenze costruttive, che egli aveva trovato, fu disposta un'ispezione che rimase senza conseguenze, ma il 5 agosto 1699 una colonna dell'ala est crollò. L'identificazione della colpa non fu univocamente chiarita, a causa dei frequenti cambi di capomastro, ma evidentemente le misure di sostegno non furono sufficienti ad evitare la precarietà della situazione.

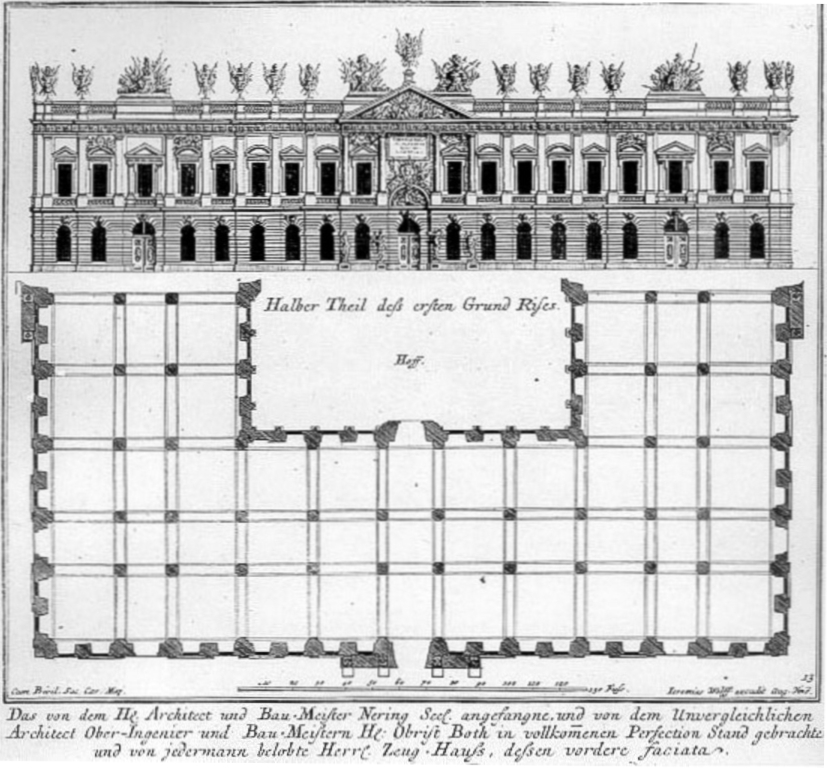
Prospetto della facciata e metà della pianta secondo Jean de Bodt

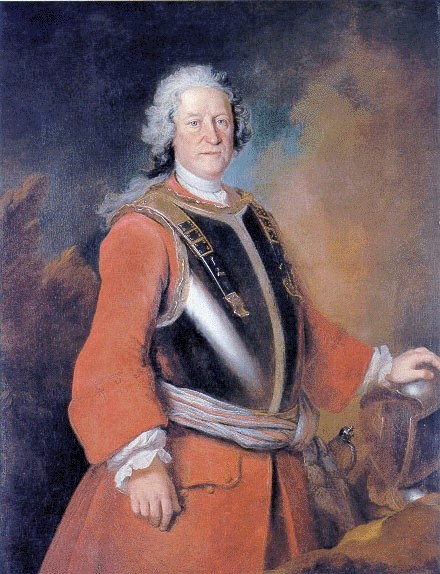
Jean de Bodt. Olio su tela di Louis de Silvestre, 1729

Nel 1699 il francese Jean de Bodt subentrò come capomastro del cantiere dell'arsenale. Dopo brevi studi di architettura a Parigi, egli dovette lasciare la Francia nel 1685 a causa delle persecuzioni contro il protestantesimo, che era il suo credo religioso. Come ufficiale al servizio di Guglielmo d'Orange trovò l'occasione, insieme alla partecipazione a diverse campagne militari, a proseguire i suoi studi nei Paesi Bassi ed in Inghilterra. Quando prese la conduzione dei lavori dell'Arsenale aveva 29 anni e iniziò la sua attività con grandi misure di protezione sull'Arsenale.
Dopo modificò gradualmente i vecchi progetti e trovò nuove forme, che mostravano l'influenza dell'architettura classica francese e di quella inglese della fine del secolo XVII.
Nel 1706 fu posto sul portale principale la statua del busto di Federico I. Per questo la costruzione venne data per conclusa, ma non lo era ancora. I lavori erano sempre interrotti, l'utilizzo di materiali di basso costo provocava persino i primi segni di minacciosi crolli. La smania dissipativa della corte e la crescente attività costruttiva di Federico I, nel suo tentativo d'imitare le capitali di Parigi e Londra, superarono le possibilità economiche del piccolo Stato del Brandeburgo-Prussia. La storia della costruzione dell'arsenale divenne l'immagine speculare della spesso disperata situazione finanziaria. Nel 1713 Federico I morì ed il figlio, Federico Guglielmo cercò di risanare le malridotte casse dello Stato con forti risparmi. Egli pose termine alle evidentemente enormi spese per la costruzione e trattò l'Arsenale non più come un oggetto di rappresentanza, ma come un fabbricato da utilizzare.
Va rilevato che l'interno del fabbricato, in confronto alle lussuose facciate, risulta disadorno e funzionale. Solo nel 1729 vennero concessi gli ultimi fondi necessari, dopo 35 anni di lavoro, per completare l'opera.
Nacque così un monumentale, rigorosamente strutturato edificio a due piani con una pianta quasi quadra di 90 m di lato e con numerose sculture di abbellimento. Esso comprendeva un altrettanto quadra corte di 38 m di lato. Sul portale principale si legge uno scritto programmatico in lingua latina:
(Iscrizione sul frontale dell’Arsenale di Berlino)

## Le sculture
Con la definizione degli scopi dell'Arsenale fu anche definito il complesso dei temi per il suo arredamento di sculture. Si giunse all'esaltazione del come si conduce una guerra e all'omaggio per i condottieri. Dal 1696 al 1699 il programma delle sculture fu predisposto principalmente da Andreas Schlüter, poi Jean de Bodt, come architetto dirigente, scelse i temi e il design per le sculture delle balaustrate e i bassorilievi dei tre timpani. I lavori furono condotti dallo scultore francese Guillaume Hulot.

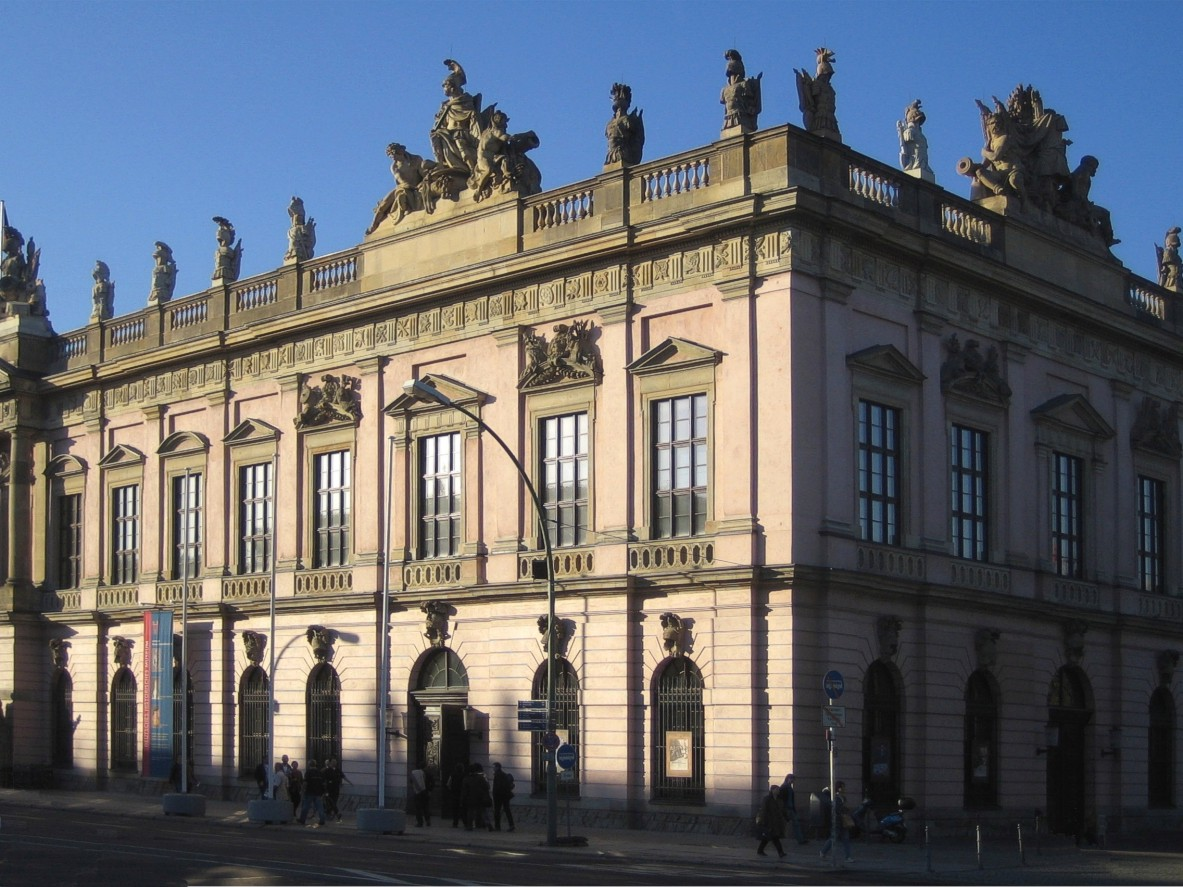
Vista parziale della facciata meridionale
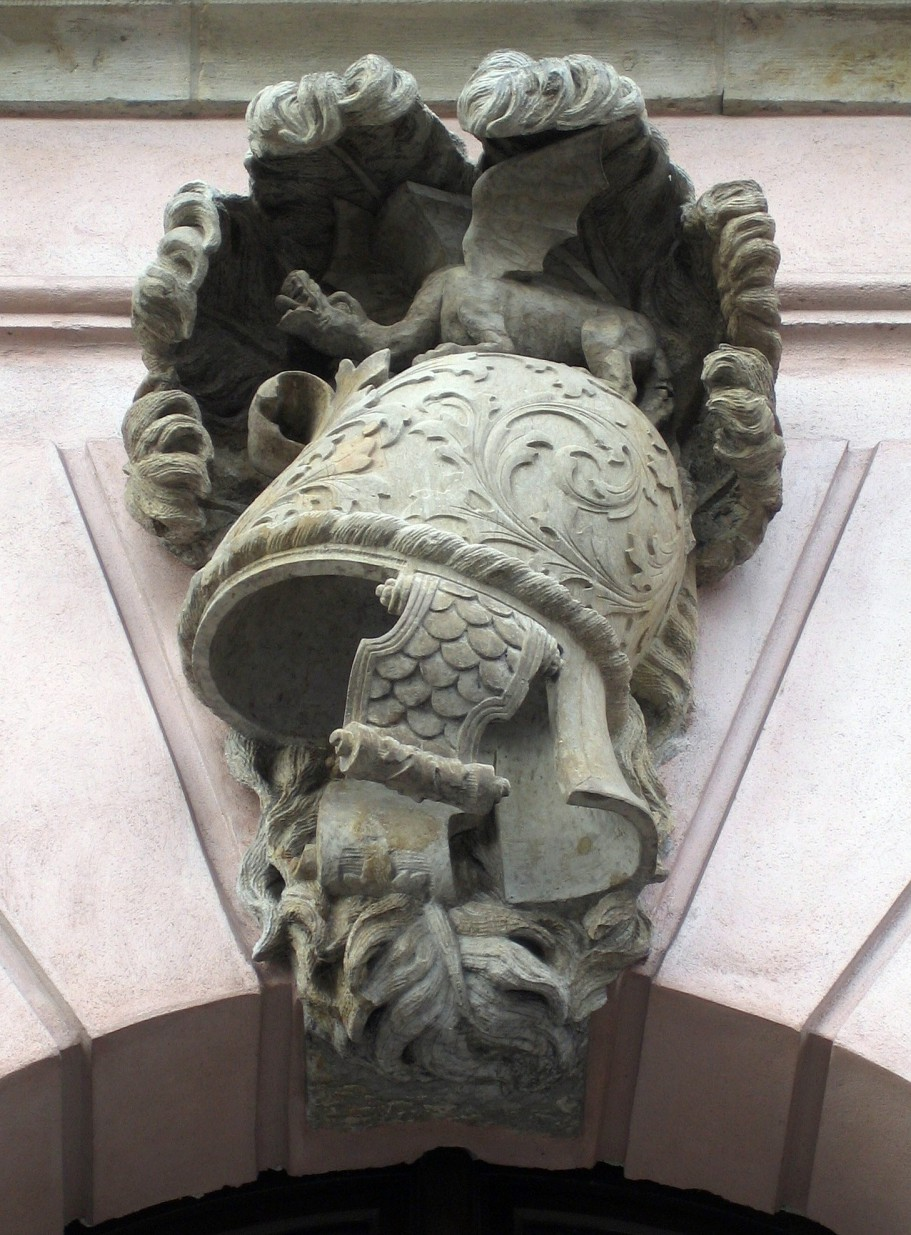
Elmi di lusso barocchi della facciata meridionale
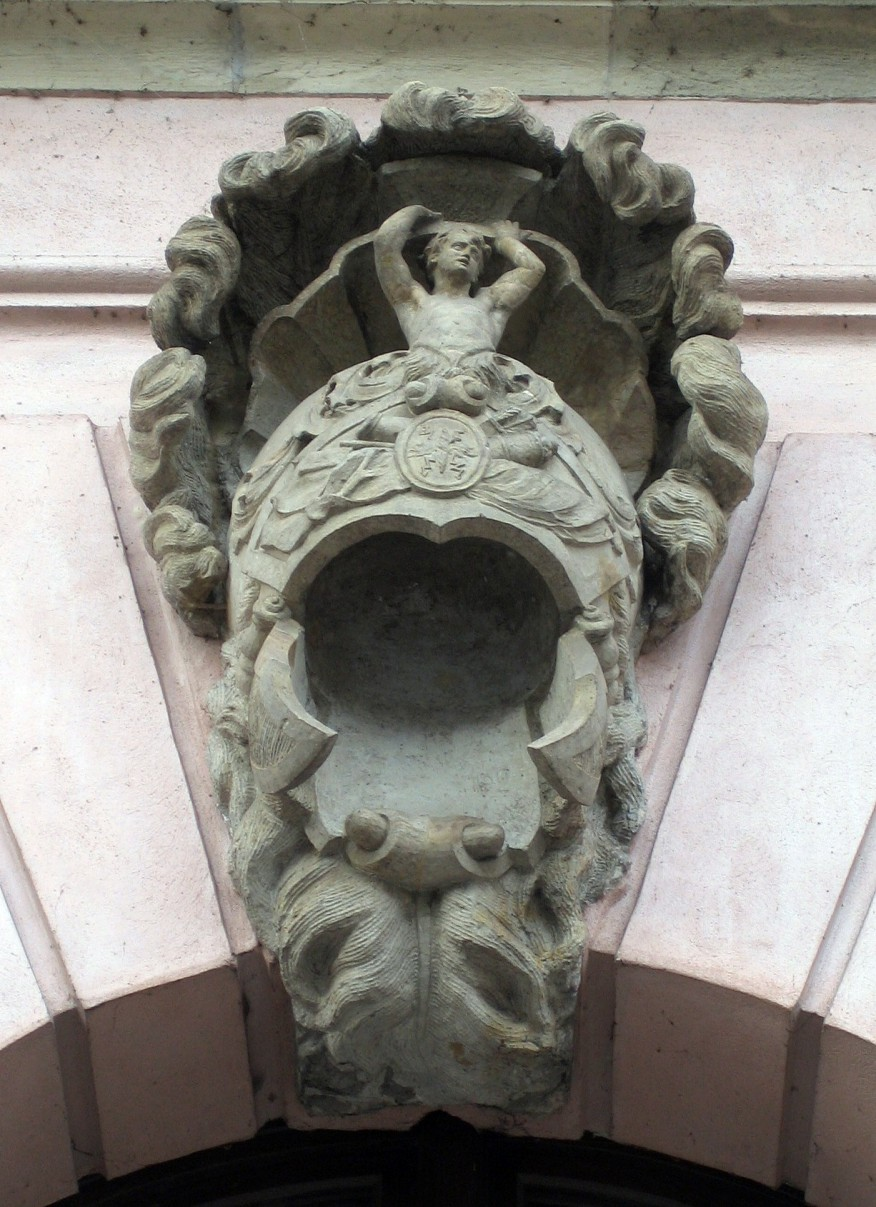
Elmi di lusso barocchi della facciata meridionale
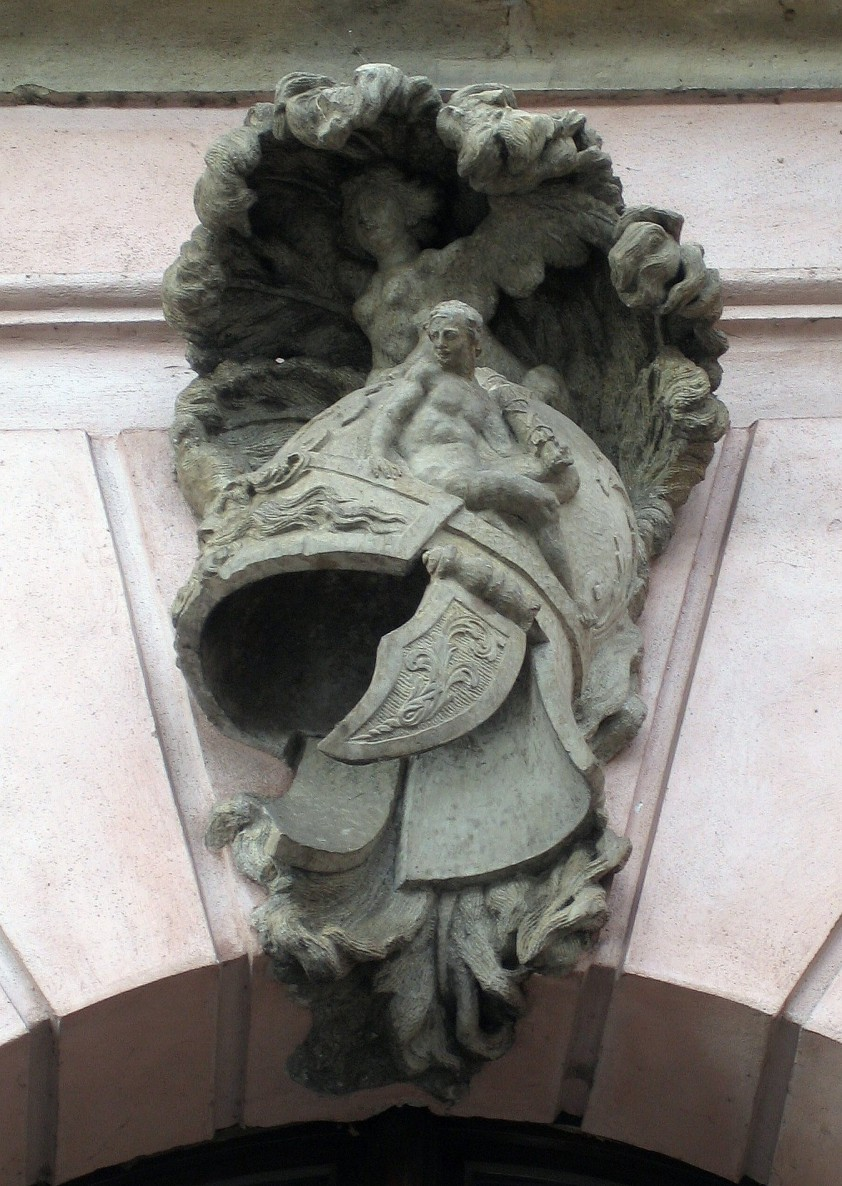
Elmi di lusso barocchi della facciata meridionale

Il contributo più importante sono le sculture di Schlüter. Durante un viaggio in Italia del 1696 aveva conosciuto le opere di Michelangelo e del Bernini e da queste fu influenzato. A lui ed al suo laboratorio vennero commesse tutte le 76 chiavi di volta della facciata esterna al pianoterra. Tra gli elmi barocchi a pennacchio, che devono intendersi come trofei di guerra, si possono vedere leoni, aquile, diversi personaggi favolosi, rami di alloro, figure di schiavi e altri motivi di figure di fantasia.
Nella corte interna si trovano le opere più significative di Schlüter per l'arsenale. Le ventidue teste di guerriero morente appartengono alle poche sculture che nell'arco di trecento anni sono rimaste quasi intatte. Esse collegano le chiavi di volta delle finestre ad arco a tutto tondo del pianoterra. I primi schizzi di progetto risalgono al 1696. Gli altorilievi mostrano con quasi terribile chiarezza il combattimento mortale del guerriero. Questo drammatico realismo vieta effettivamente di definire queste teste "maschere", come nella storia dell'arte occasionalmente succede. Per di più è ben possibile vederle, secondo i concetti originali di Schlüter, come trofei, come una galleria di un nemico più forte ma sconfitto, nel cui centro starebbe una statua di Federico III vittorioso. Poiché la statua non fu collocata mai nella corte dell'Arsenale, il riferimento potrebbe non essere chiaro.

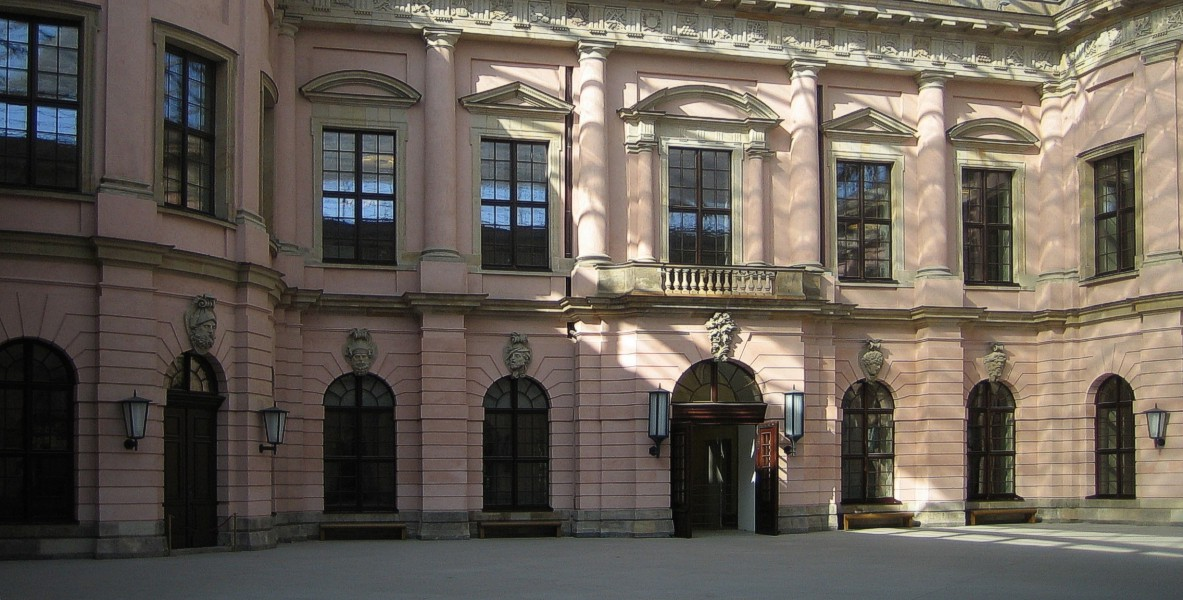
La corte
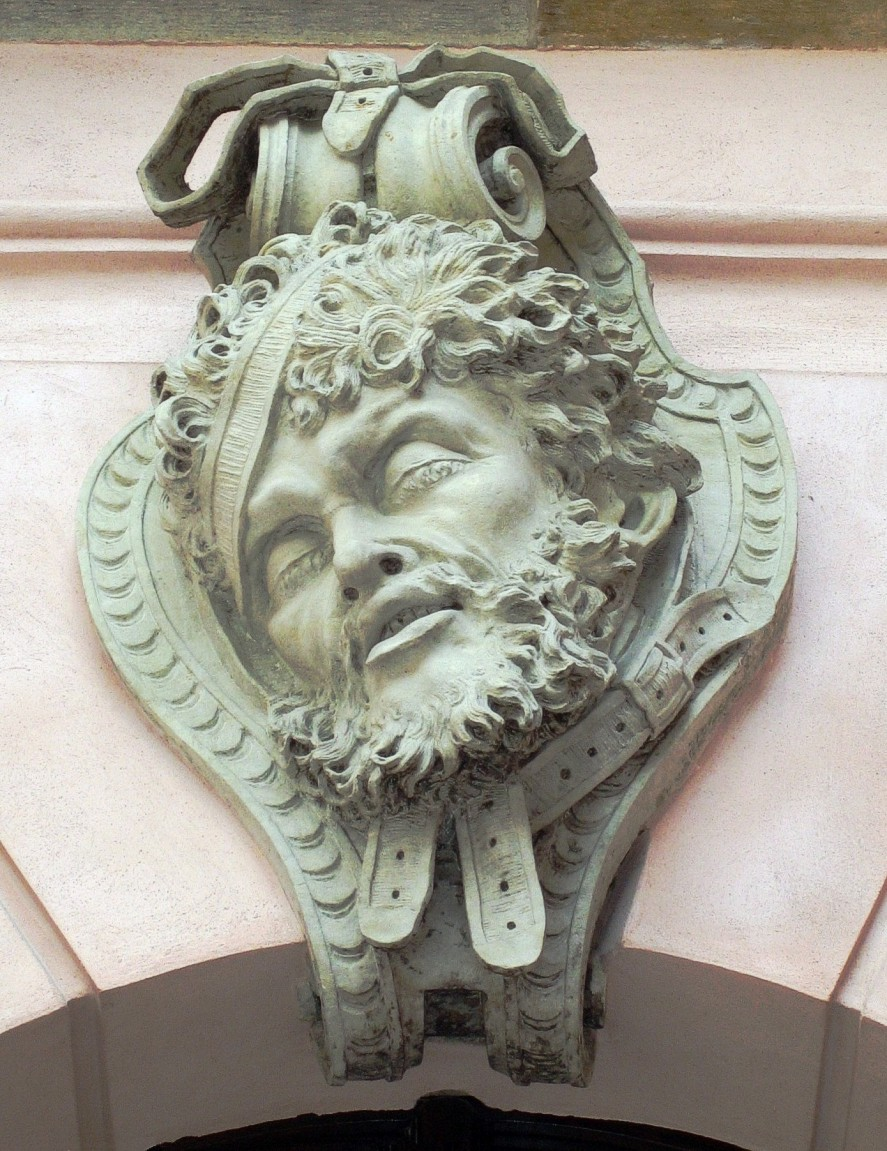
Testa di guerriero morente
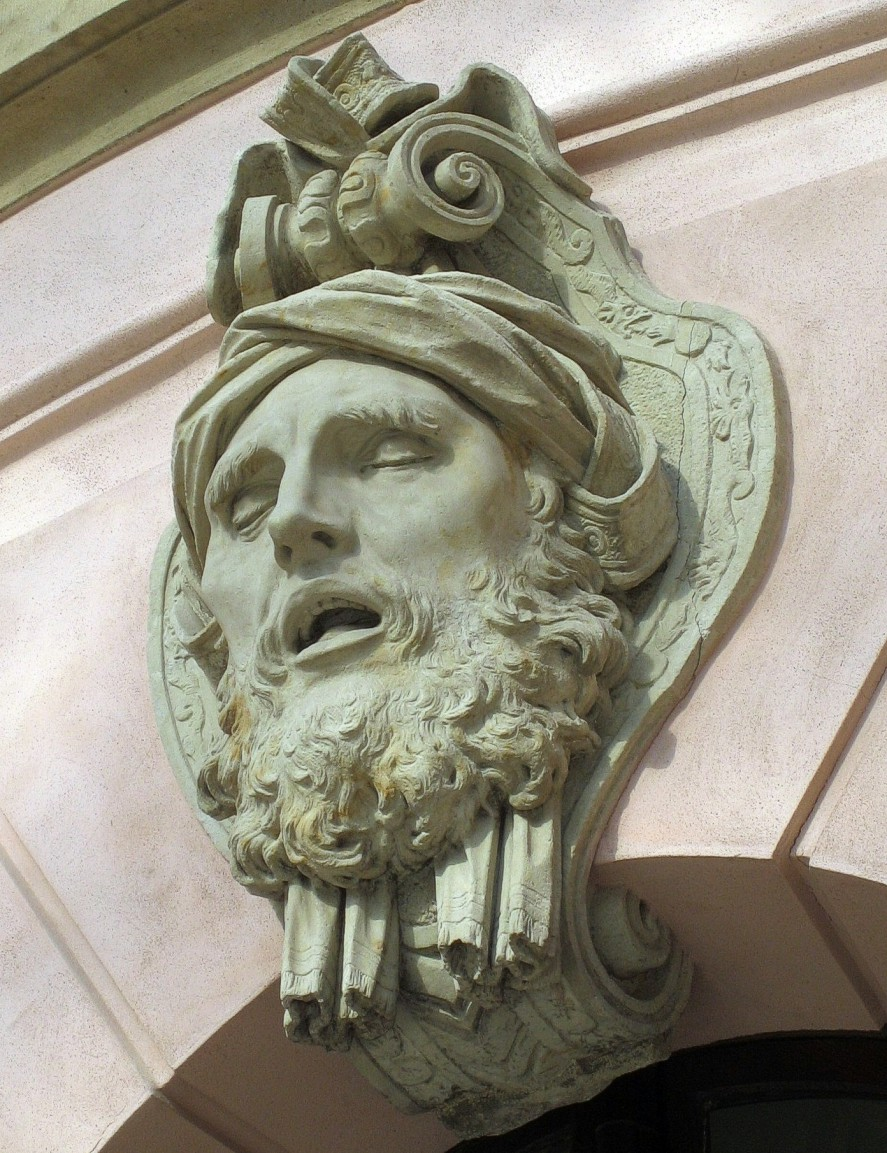
Testa di guerriero morente
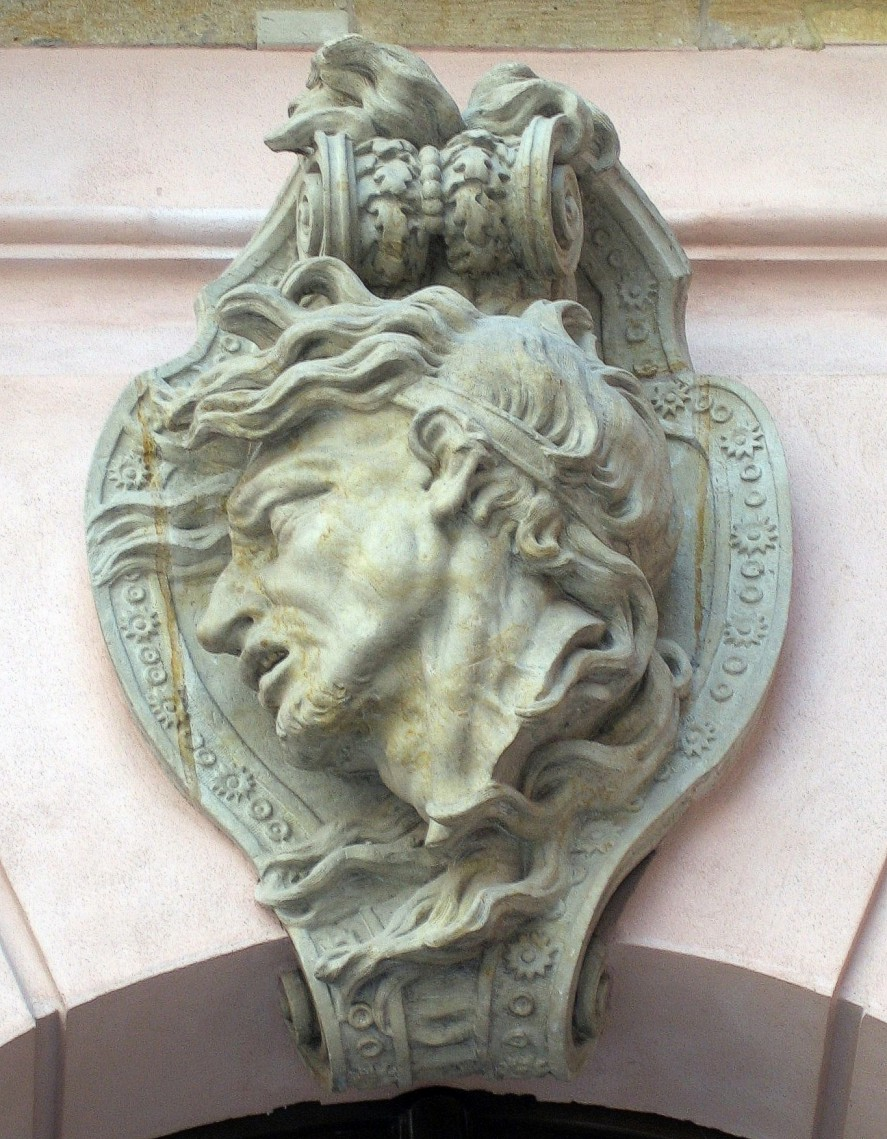
Testa di guerriero morente

## Utilizzo

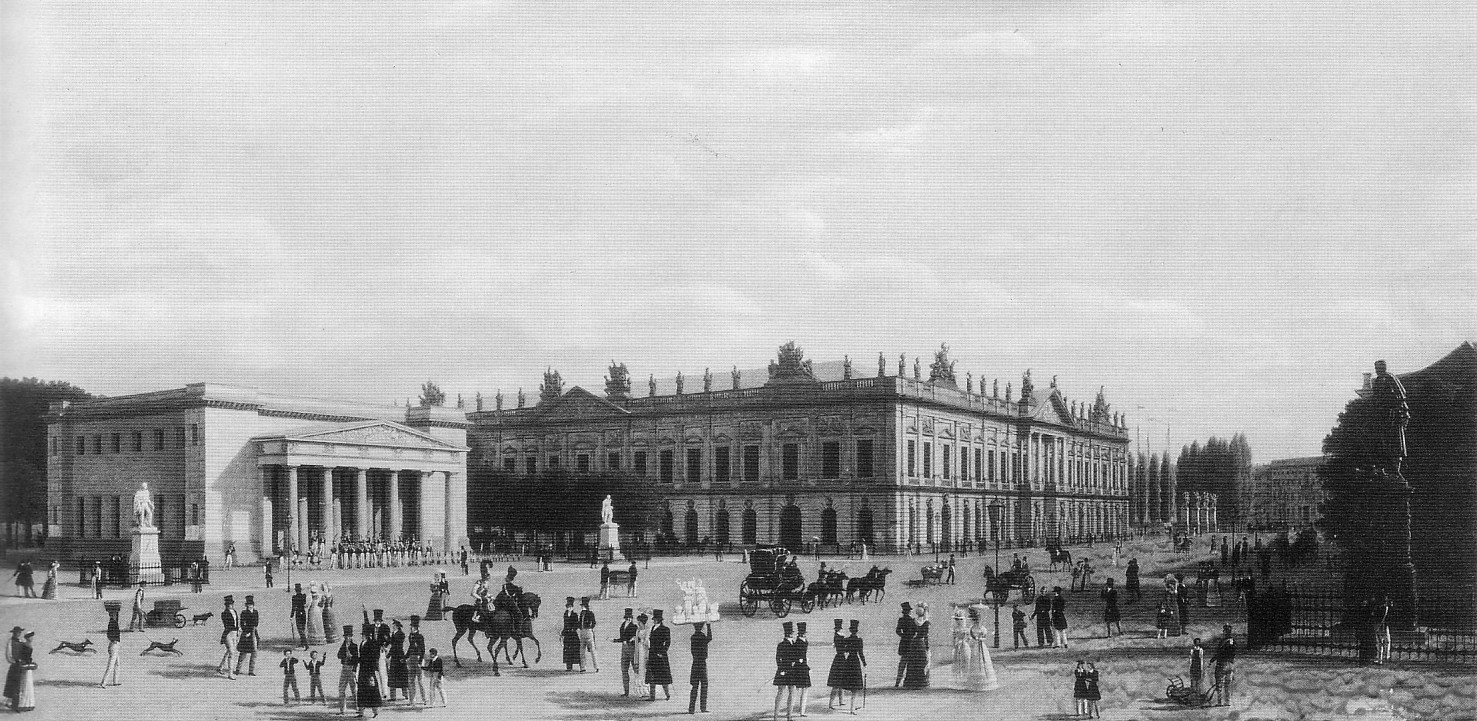
Nuova guardia (sinistra) e Arsenale, 1828

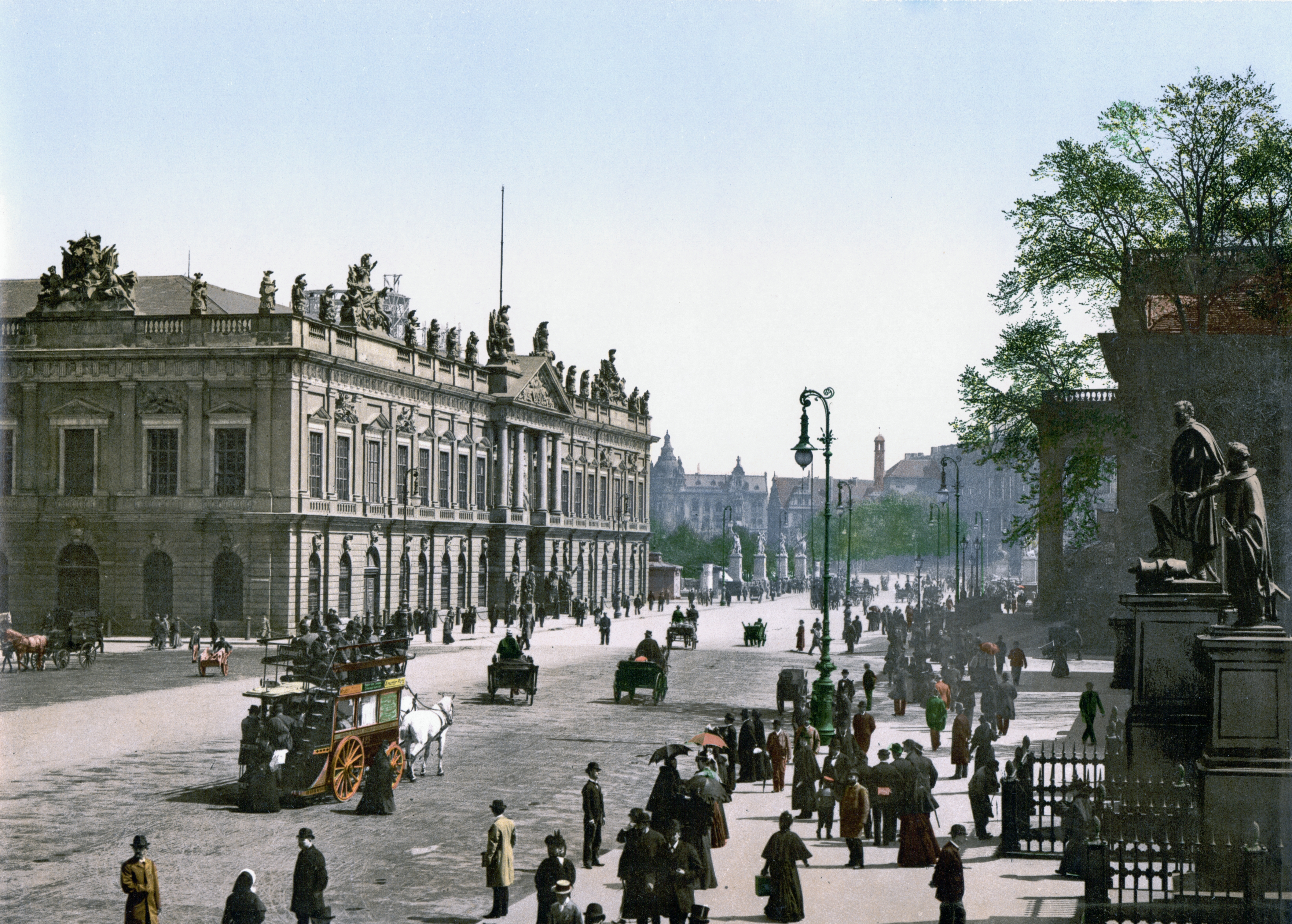
L'Arsenale verso il 1900

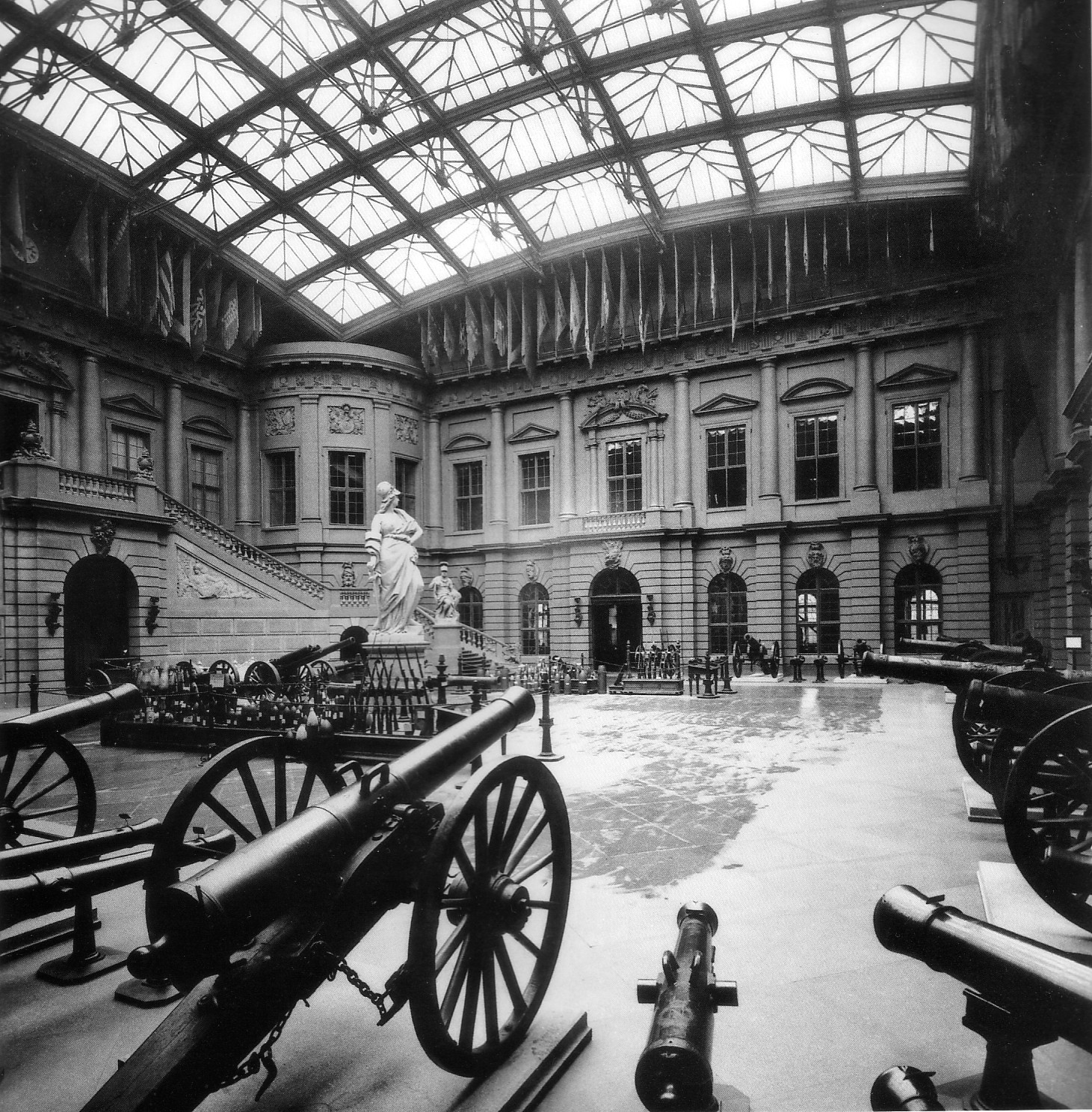
Il cortile interno dell'Arsenale, 1908

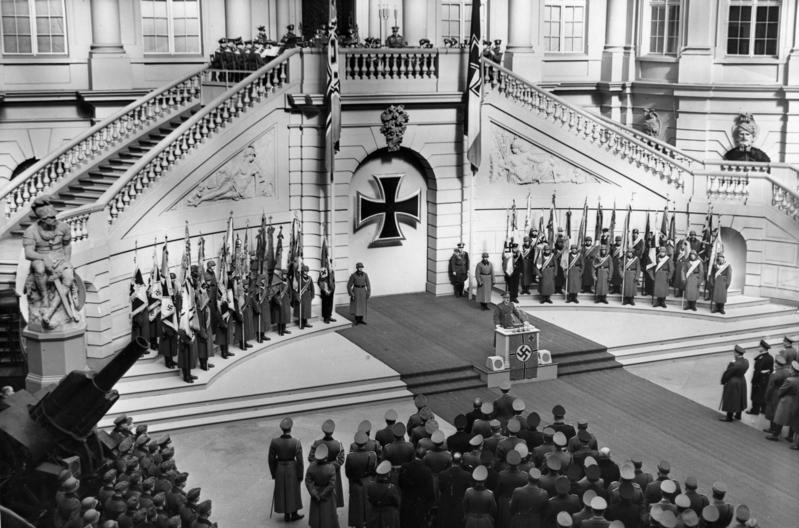
Hitler nel discorso per il Giorno della memoria degli eroi nel cortile dell'Arsenale il 10 marzo 1940

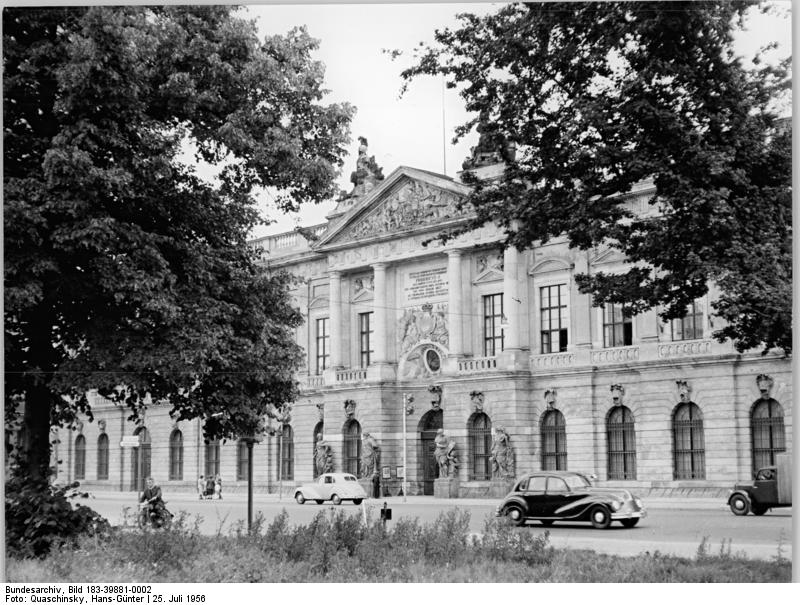
L'Arsenale come sede del Museo per la Storia tedesca nel 1956

Dopo che il fabbricato, nel 1730, fu pronto, l'Esercito prussiano lo utilizzò come Arsenale per le armi fino al 1876. Nel XVIII secolo era il più grande deposito di armi di tutta la Prussia. Al pianterreno erano conservati soprattutto i pezzi dell'artiglieria mentre nel piano superiore le armi di fanteria e le attrezzature.
Nel 1732 vi erano ricoverati in totale 730.723 pezzi di artiglieria (di cui 604 e 119 bottini di guerra catturati ai francesi, bavaresi, polacchi e svedesi). Essi erano ordinati per attrezzatura, calibro ed origine. Al piano superiore vi erano in totale 78.060 armi (daghe, moschetti, ecc.) di fanteria e cavalleria. Queste grosse quantità di armi dimostravano anche il generale riarmo nel periodo del regno del re Federico Guglielmo I. Accanto alla funzione di magazzino di armi, l'Arsenale fungeva anche da custodia per bottini di guerra e trofei.
Nel 1828 fu inserita una Königliche Waffen- und Modellsammlung (Raccolta reale di armi e modelli), che dal 1831 fu aperta al pubblico. Nel 1844 l'Arsenale ospitò la Allgemeine Deutsche Gewerbe-Ausstellung, con 3.040 oggetti esposti e che ebbe 260.000 visitatori.
Il 14 giugno 1848 i rivoluzionari attaccarono e saccheggiarono l'Arsenale. L'imperatore Guglielmo I di Germania fece erigere, tra il 1877 e il 1880, la Sala della Fama dell'armata prussiana,
 e Friedrich Hitzig ne diresse i lavori. Così nacque un museo della storia della Prussia, con una significativa raccolta di reperti storico-militari.

Dopo la prima guerra mondiale l'Arsenale, fino ad allora un impianto del Ministero della Guerra, fu aggregato alle Mostre d'Arte prussiane. Onorificenze di Napoleone, che nella battaglia di Waterloo erano divenute bottino di guerra per la Prussia, e trofei della guerra franco-prussiana, in base al trattato di Versailles del 1919 dovettero essere restituiti alla Francia. Ufficiali e soldati della Guardia di cavalleria-Corpo dei tiratori entrarono con la violenza nell'Arsenale e bruciarono le bandiere francesi sull'Unter den Linden, dinnanzi al monumento a Federico il Grande.
Nell'edificio si trova anche un memoriale per i caduti in guerra tedeschi. In occasione della visita del re dell'Afganistan nel 1928, il presidente della Germania Hindenburg organizzò una grande accoglienza militare, nella quale il re vi posò una corona. Negli anni successivi anche il re Fu'ad I d'Egitto posò una corona dinnanzi al monumento ai caduti.
Per il resto l'Arsenale nella Repubblica di Weimar l'Arsenale ebbe un ruolo piuttosto modesto. La raccolta fu riordinata da un punto di vista scientifico, per non aver più l'aspetto di un'organizzazione patriottico-militare.

Durante la Germania nazista vi venne allestita una grossa esposizione sul ruolo della Germania durante la prima guerra mondiale.
Nel cortile interno Hitler teneva il suo discorso annuale a marzo, nel Giorno della memoria degli eroi. Il 21 marzo 1943 il generale Rudolf Christoph Freiherr von Gersdorff tentò di farsi saltare in aria insieme a Hitler durante un giro. Come strumento della propaganda di guerra l'Arsenale rimase aperto al pubblico fino a settembre del 1944. In vista della fine della guerra parte delle raccolte furono trasferite altrove; per questo si crearono grossi buchi nella consistenza dei reperti. In quel periodo l'edificio subì gravi danni a causa di bombe e granate. Le facciate furono danneggiate più volte, l'attico s'incendiò e molte statue si fusero per il calore.
Nel 1945 il comando alleato dispose la chiusura del Museo della Guerra a Berlino. La ricostruzione dell'edificio iniziò nel 1948 e durò fino al 1967. Inizialmente si pensò di utilizzarlo come "Casa della cultura".
L'Arsenale doveva essere riportato alla sua forma originale, senza le ristrutturazioni e i nuovi impianti del XIX secolo. Dopo che la consistenza della costruzione si era dimostrata decisamente peggiore di quanto accettabile, nel 1950 ebbe inizio il rifacimento della parte interna: questa fu effettuata con l'utilizzo di acciaio e cemento e furono conservati solo i muri esterni.
Sempre nel 1950 du deciso di sistemare nell'Arsenale il Museo per la storia della Germania (MfDG). Esso fu fondato dal Comitato Centrale del Partito Socialista Unificato di Germania e doveva fungere da museo storico centrale della Repubblica Democratica Tedesca e da immagine storica del marxismo-leninismo.
Questo scopo venne raggiunto attraverso un'intensa attività espositiva e di raccolta di reperti. Nel settembre 1990, questa attività fu sospesa dal governo della DDR poco prima della riunificazione tedesca. Il Museo della storia tedesca venne rifondato nel 1987 dal governo federale tedesco e dalla città di Berlino Ovest, rilevando le vaste proprietà del MfDG, ma la maggior parte dei suoi dipendenti no. Dopo numerosi anni dedicati ai lavori di risanamento, l'edificio ospitò nuovamente il Museo storico tedesco nel 2003 e venne riaperto al pubblico il 2 giugno 2006.
Dal 2021 è servito dalle due uscite occidentali della fermata Museumsinsel lungo la linea U5.

### Documentari
- (DE)  Bauen auf Vergangenheit – I. M. Pei und das königliche Zeughaus. Filmdokumentation zum Anbau von Ieoh Ming Pei, Buch und Regie: Jeremy JP Fekete, Produktion rbb/arte, 2005. Trailer su Youtube